# Théodore Guérin
Théodore Guérin, egentligen Anne-Thérèse Guérin, född 2 oktober 1798 i byn Étables-sur-Mer i Bretagne, Frankrike, död 14 maj 1856 i Saint Mary-of-the-Woods, Indiana, USA, var en fransk romersk-katolsk nunna. Hon helgonförklarades av påve Benedictus XVI den 15 oktober 2006.

Helgondag: 3 oktober